# Grand Metropolitan

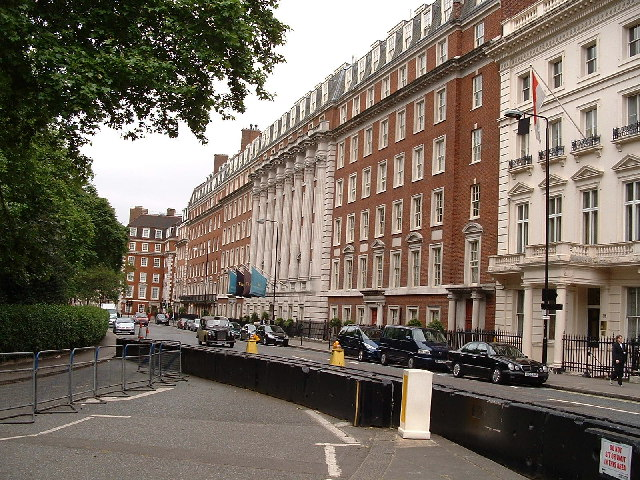
L'ancien Millennium Hotel, à Londres, construit en 1967 pour Grand Metropolitan.

Grand Metropolitan plc (anciennement Grand Metropolitan Hotels Ltd), également appelée GrandMet, était une entreprise anglaise présente dans des domaines variés de l'agroalimentaire. Elle possédait notamment les marques de vodka Smirnoff, de whisky Baileys et J&B, de gâteaux Brossard ou encore les restaurants Burger King.

## Historique
À l'origine uniquement présent dans l'hôtellerie, le groupe entame une diversification dans l'alimentaire à partir de 1967.
En 1972, Grand Metropolitan prend le contrôle de International Distillers and Vintners, un groupe anglais qui détenait les marques de whisky J&B, et de crème de whisky Baileys Irish Cream.
En 1987, elle rachète la division boissons de R. J. Reynolds Industries, qui contient notamment la marque de vodka Smirnoff.
En 1989, Grand Metropolitan se porte acquéreur du groupe Pillsbury, qui possédait les marques de glaces Häagen Dazs, de céréales Géant Vert, de gâteaux Brossard et les fast-foods Burger King.
En 1990, le groupe acquiert la branche surgelés de Belin pour former le groupe Brossard Surgelés.
En 1997, Grand Metropolitan revend Brossard à Sara Lee et fusionne avec le groupe Guinness pour donner naissance à Diageo. Bernard Arnault, patron de LVMH et actionnaire de Guinness, a tenté de s'opposer en vain à cette fusion.